# Pacific Tower (Seattle)
La Pacific Tower, anteriormente el Pacific Medical Center, es un edificio de 16 pisos en 1200 12th Avenue South de Beacon Hill en la ciudad de Seattle, en el estado de Washington (Estados Unidos). Se completó en 1932 y se inauguró al año siguiente como una instalación del Servicio de Salud Pública de Estados Unidos. Los pisos inferiores todavía funcionan como un centro médico. Amazon ocupó gran parte del edificio como su sede desde 1999 hasta 2010. Gran parte del espacio quedó vacío después de que Amazon se trasladó a South Lake Union. En 2013, el estado de Washington acordó un contrato de arrendamiento de 13 pisos por 30 años. Seattle Central College subarrienda seis pisos para su programa de capacitación en atención médica.
El edificio fue diseñado por Carl Frelinghuysen Gould de Bebb and Gould con la ayuda de John Graham & Company, y construido en un estilo art déco. La estructura está encima de una colina con vista al centro de Seattle y es una parte prominente de su skyline. Ha sido incluido en el Registro Nacional de Lugares Históricos y ha sido reconocido como un hito por la Ciudad de Seattle. El edificio fue remodelado para resistir mejor un terremoto en la década de 1990; sin embargo, partes del edificio sufrieron daños importantes durante el terremoto de Nisqually de 2001.

## Historia

### Hospital de la Armada

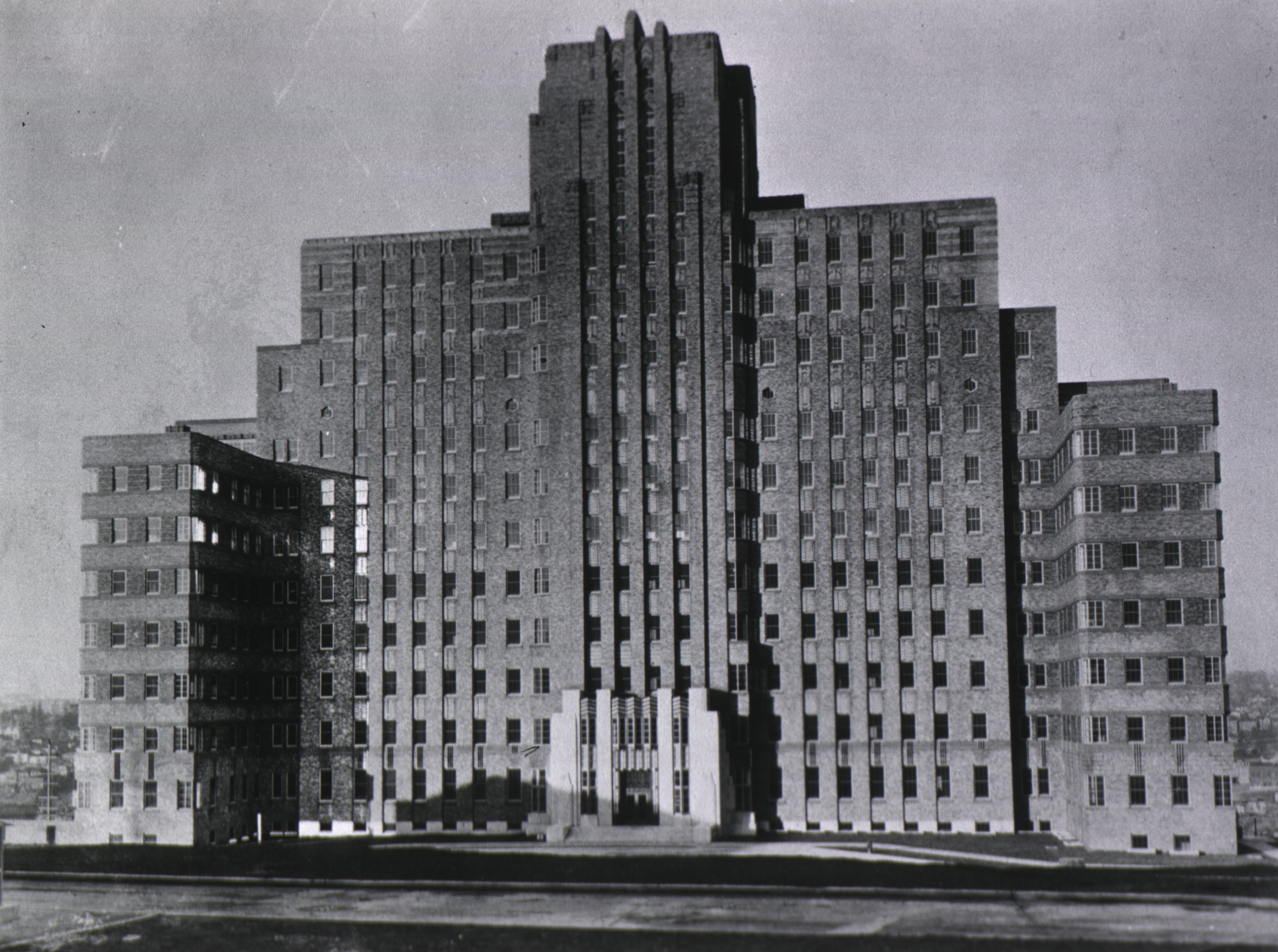
Vista histórica sin fecha del hospital

El edificio fue inaugurado en 1933 por el gobierno de Estados Unidos como Hospital Marino del Servicio de Salud Pública de Estados Unidos como reemplazo de una instalación en Port Townsend. Al abrirse tenía un total de 312 camas y atendía a veteranos, marineros mercantes, la Guardia Costera, el Servicio de Faros y personas pobres e indigentes definidas como "casos de compensación federal". 
En 1951, fue redesignado como Hospital del Servicio de Salud Pública junto con todos los demás Hospitales Marinos. Dos años más tarde, se construyó un anexo de tres pisos en el extremo oriental para atender a las clínicas ambulatorias. Se agregaron dos torres de escaleras a la cara sur en 1975. El edificio se amplió aún más en 1980, cuando se construyeron un laboratorio y un anexo de atención primaria.

### Edificio de oficinas

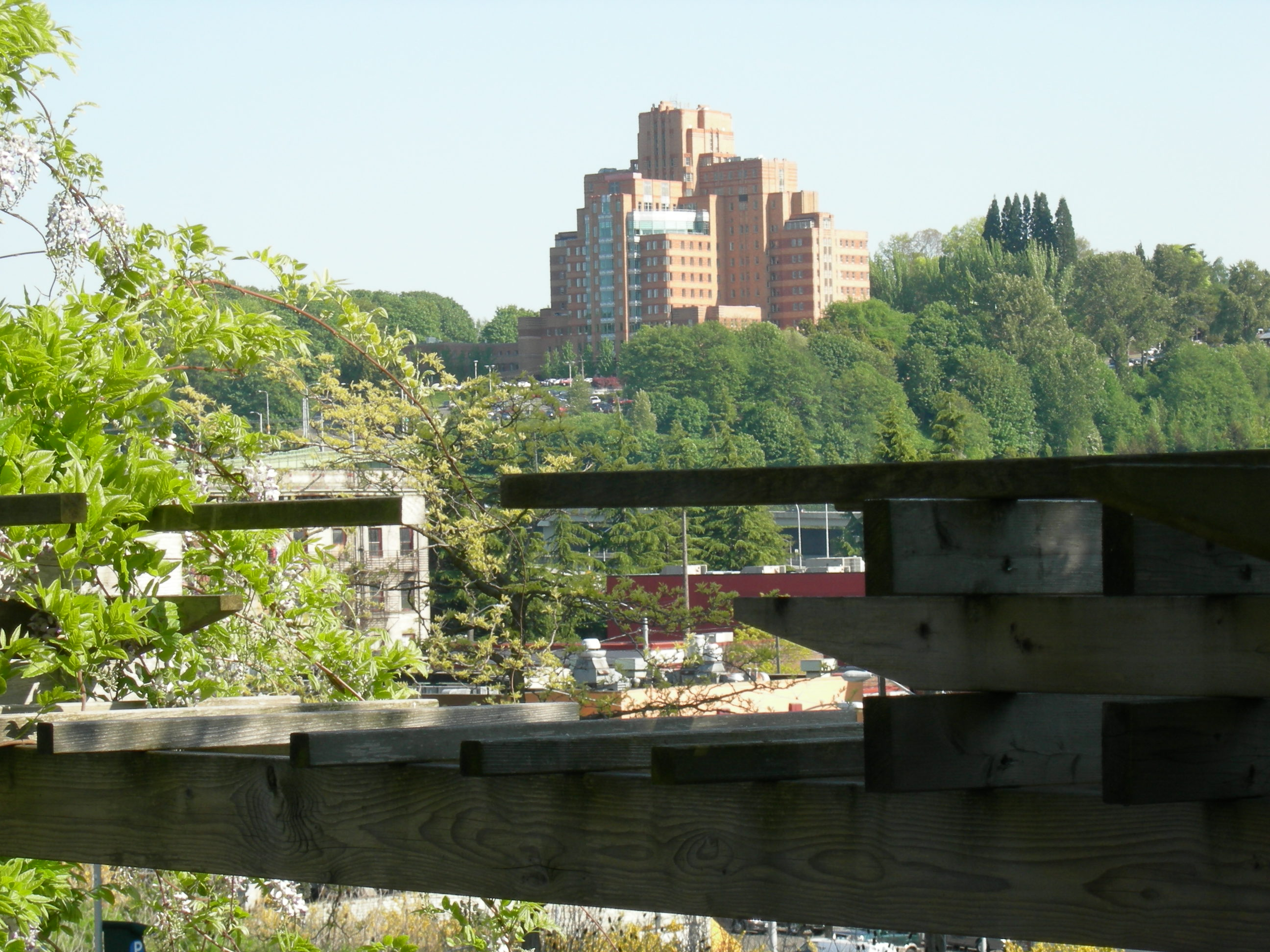
Vista remota de la torre

El gobierno federal dejó de operar la instalación y otros hospitales similares en 1981. El control se trasladó a la ciudad de Seattle, y esta autorizó la Autoridad de Desarrollo y Preservación del Hospital del Pacífico. (PHPDA). La PHPDA es dueña de la propiedad y la alquila mediante contratos de arrendamiento a largo plazo. Los ingresos por arrendamiento son para promover la misión de PHPDA de brindar atención médica a personas de bajos ingresos sin seguro (o con un seguro insuficiente) en el condado de King. El contrato de arrendamiento con WRC.Com Tower LLC se firmó en 1998 y se canceló en 2012.
Un bono del condado de 9,3 millones pagó por mejoras sísmicas entre 1991 y 1994. Se construyó una nueva torre en el lado norte del edificio para crear un contrafuerte para la estructura original. La adición fue diseñada por los arquitectos Zimmer Gunsul Frasca y recibió un premio del American Institute of Architects por su diseño innovador que estaba en línea con la fachada histórica del edificio.  El proyecto creó 70 000 ft² (6503,2 m²)   de espacio adicional que inicialmente no estaba ocupado. A medida que la organización médica luchaba financieramente, los intentos de arrendar al menos 155 000 ft² (14 400 m²)   del edificio falló en el transcurso de varios años. Con instalaciones médicas que continuaban ocupando los dos pisos inferiores del edificio en 1998, Amazon firmó un subarrendamiento por 1,5 millones de dólares al año hasta 2010.
El edificio sufrió daños sustanciales durante el terremoto de Nisqually de 2001 cuando el piso superior de la estructura se retorció como un sacacorchos. En los tres pisos superiores, 80 porcentaje de los muros perimetrales resultó dañado. Un pináculo de ladrillo en el techo superior se derrumbó y cayó a través de un techo en el décimo piso. Un pozo de ascensor y cinco pisos se inundaron cuando se rompió una línea de agua mecánica. No hubo heridos pero se estimó que las reparaciones costarían 6 millones de dólares. Durante las reparaciones, se hicieron esfuerzos para reutilizar el ladrillo y la terracota, y se obtuvieron los mismos colores y estilo cuando fue necesario reemplazarlos. 
En 2003, la práctica del grupo clínico de PHPDA se separó oficialmente para formar una organización de atención médica 501 (c) 3, PacMed Clinics (que opera como Pacific Medical Centers o PMC). La Clínica Pacific Medical Center sigue funcionando en los dos primeros pisos del edificio. En 2010, Amazon.com terminó su subarrendamiento con WRC.Com Tower LLC y comenzó el traslado de su sede a un nuevo campus en el vecindario South Lake Union de la ciudad. Gran parte del edificio quedó vacío sin que nuevos inquilinos se mudaran al espacio. La ubicación fuera del centro de Seattle era una limitación para las empresas.
El presidente de la Cámara de Representantes del Estado de Washington, Frank Chopp, encabezó un plan para utilizar fondos del gobierno para trasladar los programas de salud de las universidades comunitarias al edificio. En agosto de 2013, PHPDA anunció un contrato de arrendamiento de 30 años con el Departamento de Comercio del Estado de Washington por 13 pisos. Seis de los pisos se subarrendarán a Seattle Central Community College para sus programas de capacitación en atención médica. Varias organizaciones sin fines de lucro son posibles inquilinos. Chopp y otros legisladores estatales planearon consolidar varias oficinas de distrito en la ubicación. El presupuesto de la capital del estado asignó 20 millones de dólares para la renovación de la torre, pero el costo aumentó a 54,3 millones para cuando se completó en 2016 debido a daños inesperados por agua y las nuevas regulaciones de uso de energía de la ciudad.

## Diseño

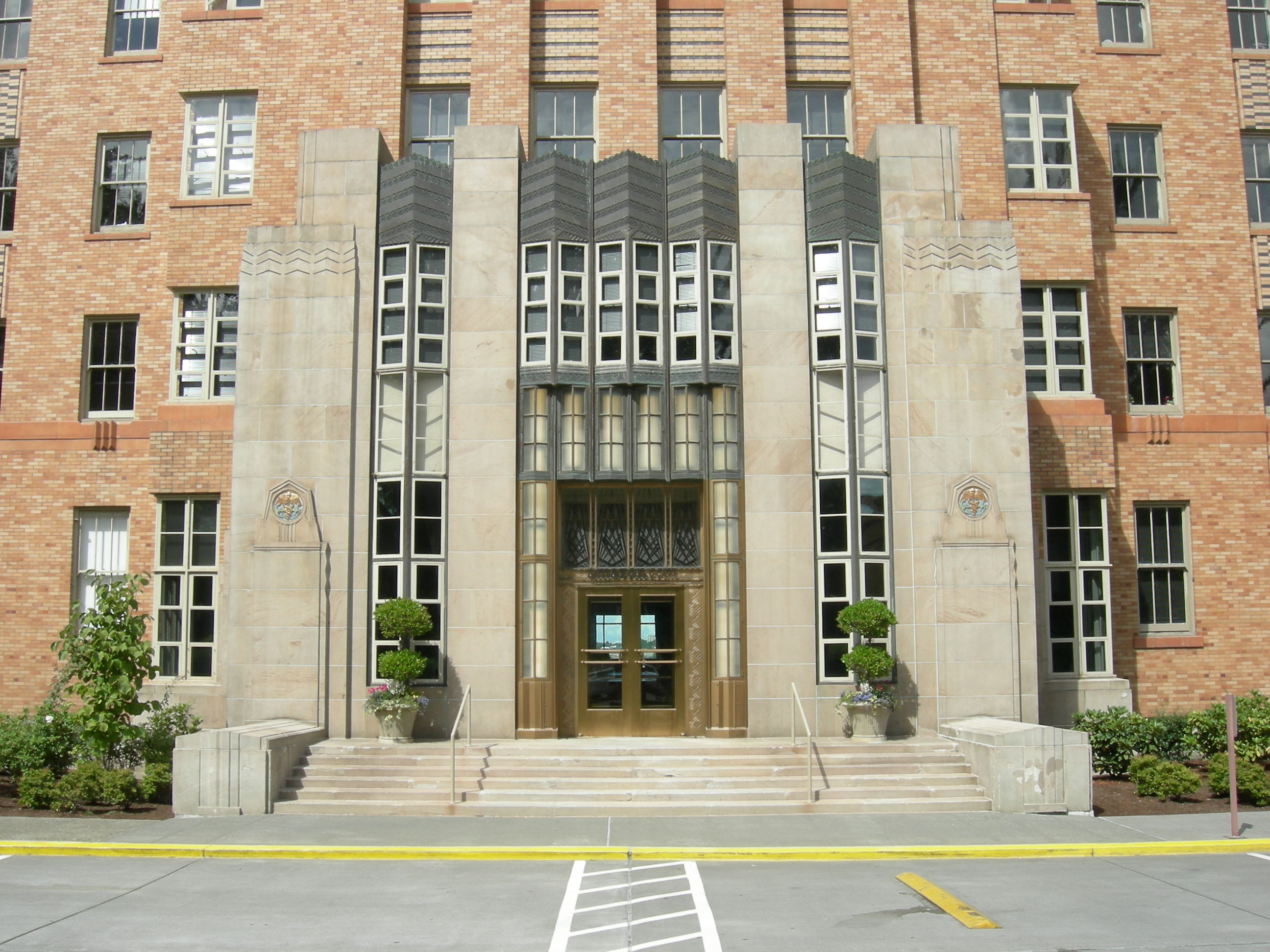
Detalle de la entrada sur

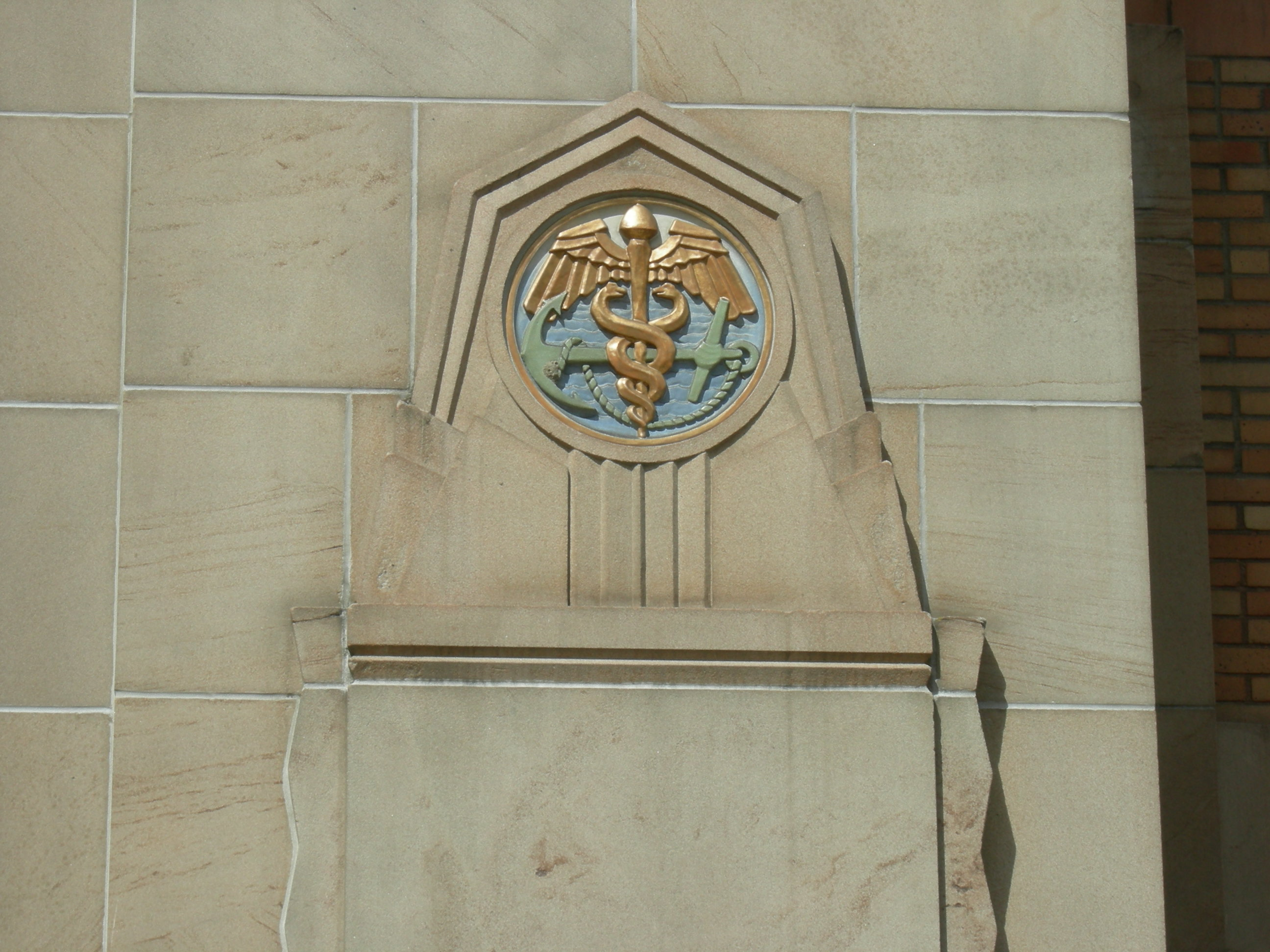
Un ancla y un caduceo del uso del edificio como instalación marina.

El estudio de arquitectura Bebb and Gould, con la ayuda de John Graham Company, diseñó la estructura original. Carl Frelinghuysen Gould diseñó en estilo art déco. Ubicado a 110 metros sobre el nivel del mar en el extremo norte de Beacon Hill, la torre de 73 m tiene vista al centro de Seattle y a la bahía de Elliott. Los 24.127 m²  se asienta sobre 3,8 ha de propiedad ajardinada. Fue incluido en el Registro Nacional de Lugares Históricos en 1979. En 1992, el edificio recibió el estatus de hito de la ciudad. La adición norte completada en 1994 fue considerada significativa por el American Institute of Architects. Se señaló que el exterior del edificio podría haber sido sostenido por nuevas vigas y cerchas. En cambio, el nuevo espacio se integró casi a la perfección con el edificio original y, al mismo tiempo, fue sísmicamente beneficioso. En 2017, el pintor Ari Glass recibió el encargo de realizar una instalación. Varias de sus nuevas obras serán una adición permanente a la Entrada Norte.
El edificio principal y el campus que lo rodea están rodeados de terrenos cuidados. La propiedad incluye seis edificios cerca de la estructura principal. En un principio, eran habitaciones para oficiales, pero desde entonces se han convertido en laboratorios y oficinas. Los edificios tienen el mismo estilo que el edificio principal con fachadas que incluyen detalles ornamentales de terracota y patrones de ladrillo. Otras adiciones incluyen un estacionamiento y edificios metálicos más pequeños. La propiedad está rodeada por una detallada valla de hierro forjado.